# Edifício Rolim
O Edifício Rolim é um edifício histórico situado no centro da cidade de São Paulo, no Brasil.

## História
O edifício, projetado pelo arquiteto Hipólito Gustavo Pujol Junior, foi construído em 1928 no terreno onde se localizava a antiga igreja de São Pedro, demolida como parte das obras de ampliação e remodelação da Praça da Sé. Na época de sua conclusão, era o edifício mais alto de São Paulo, até ser superado pelo Edifício Martinelli em 1934.
Em 2015 o edifício foi tombado, e no fim de 2024 alguns dos andares passaram a sediar uma atração turística de terror.

## Descrição
O edifício está localizado no centro de São Paulo. Ocupa um terreno de esquina e apresenta um estilo eclético inspirado no modernismo catalão. Com 13 andares de altura, culmina em uma cúpula de bronze encimada por um pequeno farol.

## Galeria

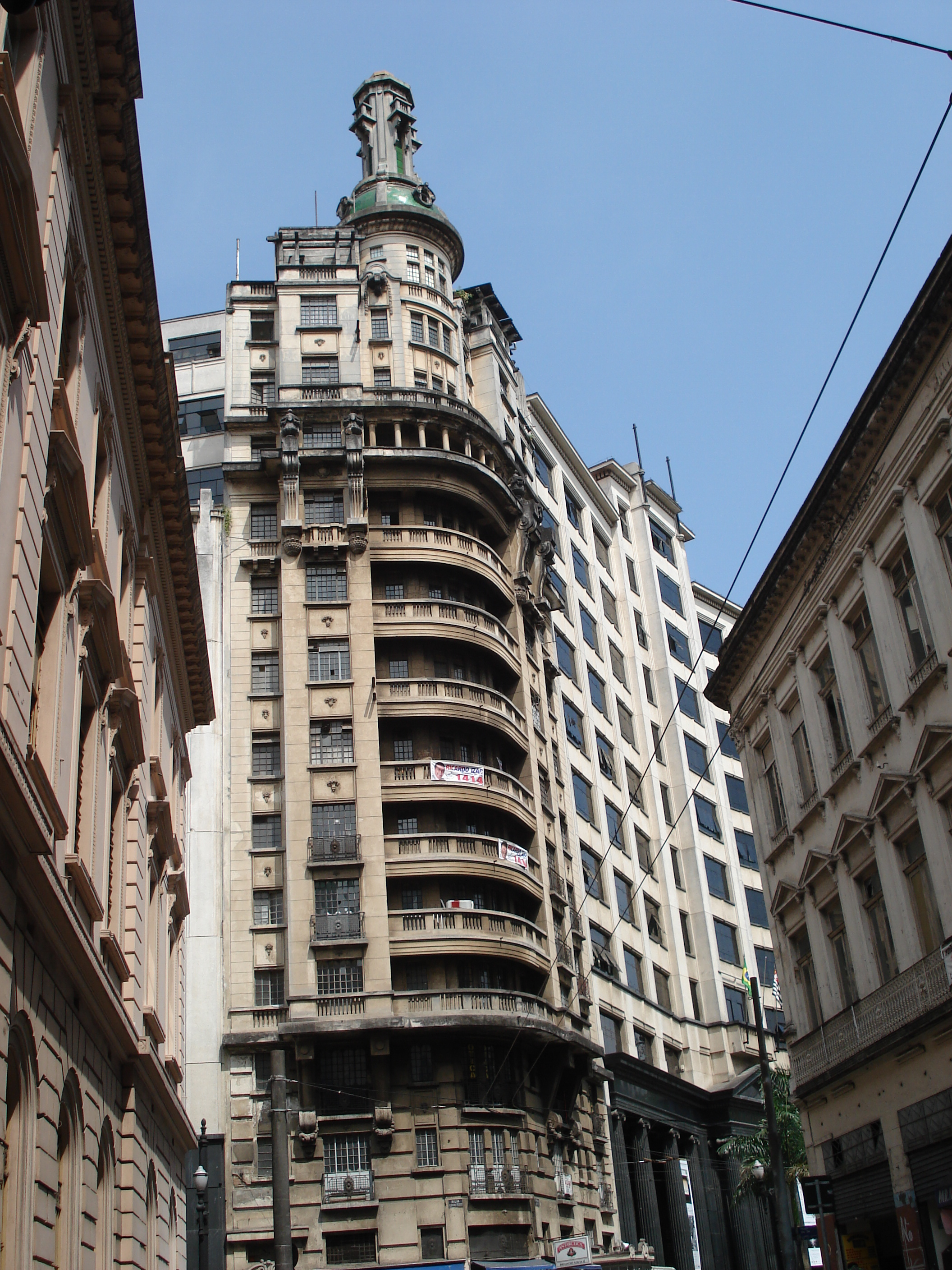
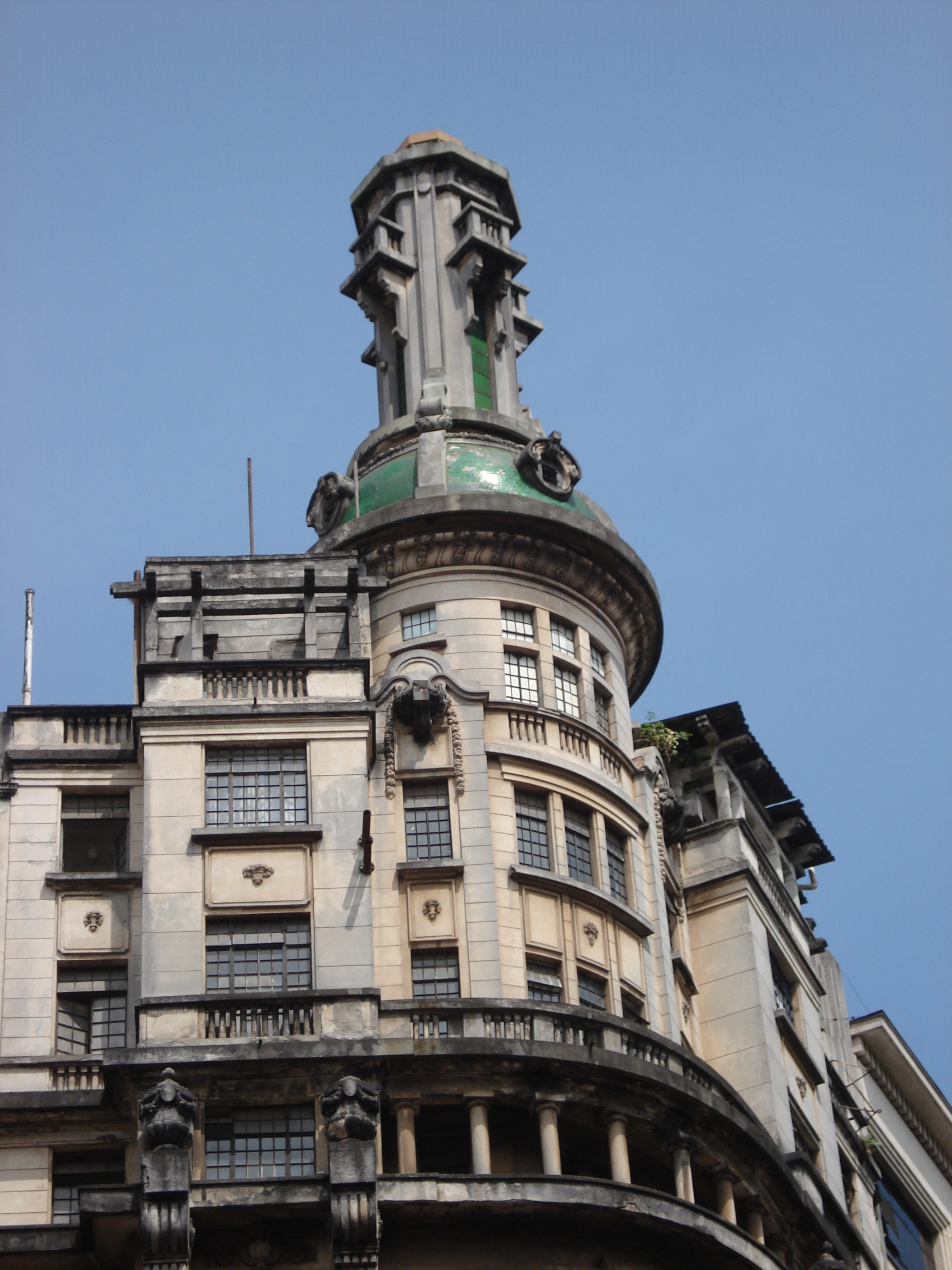
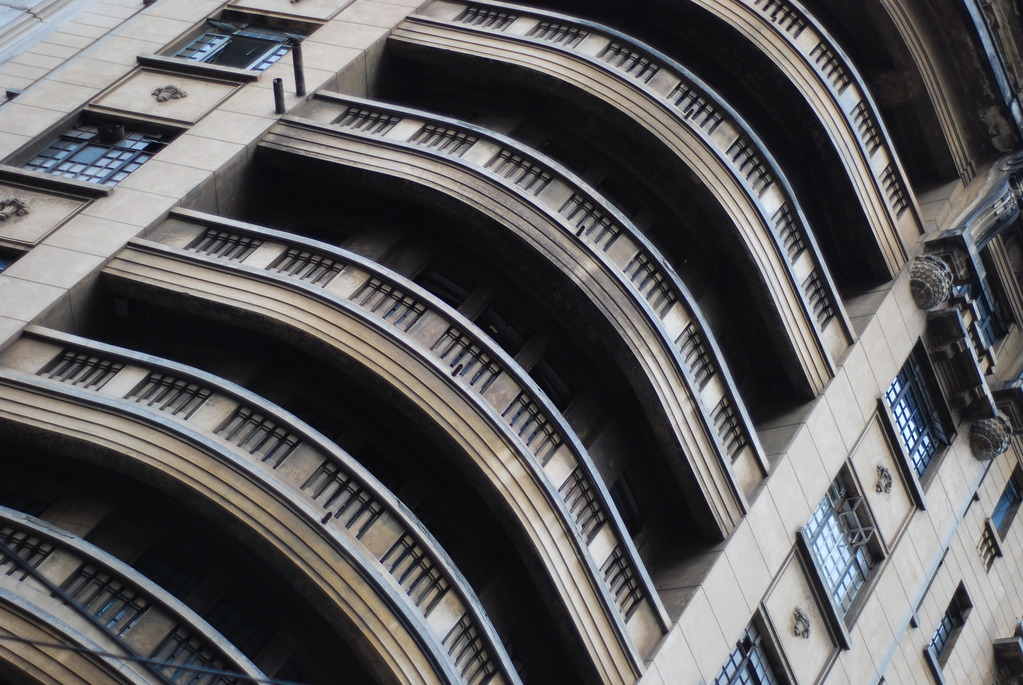